# Lucas Bergström
Lucas Carl Edvard Bergström (nascut el 5 de setembre de 2002) és un futbolista professional finlandès que juga com a porter al RCD Mallorca de La Liga i a la selecció sub-21 de Finlàndia.
Bergström va començar la seva carrera amb el PIF i va debutar a nivell sènior el 30 de juliol de 2022 als 19 anys en un partit de la League One a les files del Peterborough en un partit contra el Cheltenham. Va debutar amb la selecció de Finlàndia el gener de 2023 als 20 anys en un partit contra Suècia.

## Carrera de club

### Chelsea
Bergström va fitxar pel Chelsea, equip de la Premier League anglesa, procedent del seu TPS natal el 2018. Va debutar com a juvenil a l'últim partit de la temporada 2018-19 contra el Reading i va esdevenir professional el setembre de 2019. El 14 de setembre de 2021, Bergström va ser nomenat entre els suplents per al partit de la fase de grups de la Lliga de Campions contra el Zenit Saint Petersburg a casa. El 2023, Bergström va viatjar als Estats Units com a part de les Premier League Summer Series. A l'inici de la temporada 2023-24 de la Premier League, Marcus Bettinelli i Robert Sánchez es van lesionar, cosa que va permetre que Bergström fos inclòs a la banqueta en múltiples ocasions.

#### Cessió al Peterborough United
El juliol de 2022, Bergström va ser cedit al Peterborough United de la League One. El 30 de juliol va debutar com a professional en un partit de la League One guanyat per 3-2 contra el Cheltenham Town. Bergström va aconseguir deixar la porteria a zero en 9 partits en 28 partits en totes les competicions. El 17 de gener de 2023, el Peterborough United va confirmar que Bergström havia estat convocat pel club matriu, el Chelsea.

#### Cessió a l'IF Brommapojkarna
El 29 de febrer de 2024, Bergström va ampliar el seu contracte amb el Chelsea, i immediatament després l'IF Brommapojkarna va anunciar que Bergström s'uniria a l'equip durant la temporada 2024 de l'Allsvenskan. Tanmateix, la cessió es va rescindir el 18 de juny.

#### Tornada al Chelsea
Bergström va romandre amb el primer equip del Chelsea durant la temporada 2024-25. No obstant això, va ser acomiadat al final de la temporada sense fer ni un sol partit amb l'equip.

### Mallorca
El 15 de juliol de 2025, Bergström va fitxar pel RCD Mallorca club de la Lliga espanyola, com a agent lliure, signant un contracte fins al 2027.

## Carrera internacional
Bergström ha representat Finlàndia a nivells sub-16 i sub-17. Va ser convocat a la selecció sub-21 entre el 2021 i el 2022 abans de la classificació per al Campionat d'Europa sub-21 de la UEFA del 2023.
El 9 de gener de 2023, Bergström va debutar amb la selecció de futbol de Finlàndia com a titular en un amistós contra Suècia, on Suècia va guanyar el partit per 2-0.
Bergström va jugar amb la selecció de Finlàndia sub-21 durant la fase de classificació per al Campionat d'Europa sub-21 de la UEFA de 2025, i va ser convocat per a la fase final del torneig a Eslovàquia el juny de 2025, jugant els tres partits de la fase de grups contra els Països Baixos, Ucraïna i Dinamarca.

## Palmarès
Chelsea
- Lliga de Conferència de la UEFA: 2024–25 [16]